# 하즈촌
하즈촌(羽津村)은 미에현 미에군에 있던 촌이다. 현재 욧카이치시 중심부의 북부, 긴테쓰 나고야선 가미가우라역 주변에 해당한다.

## 역사
- 1889년 4월 1일 - 정촌제 시행에 의해 미에군 하즈촌이 성립하였다.
- 1941년 2월 11일 - 욧카이치시에 편입해, 동일 하즈촌은 폐지되었다.

## 교통
- 산구급행전철 (현 긴키 닛폰 철도)
  - 나고야선

### 도로
- 국도 제1호선

## 참고문헌
- 가도카와 일본 지명 대사전 24 三重県
- はづと四日市の四日市市合併70周年記念誌